# 長井戸沼
長井戸沼（ながいどぬま）は、茨城県猿島郡境町北西部から古河市南部にかけて所在していた沼である。現在は干拓されている。

## 歴史
長井戸沼は、栃木県小山市から始まる宮戸川、大川が流れ込み沼沢をなしていた。古くは常陸川の流頭部に当たっていた。
干拓される以前は沼にて漁業が広く行われていた。主なものとしては鯉・鮒・雑魚（モツゴ・タナゴ類など）・鰻・鯰・鰌・エビ類などが漁獲され、埼玉県北足立郡大宮町や南埼玉郡岩槻町（共に現：埼玉県さいたま市）の料理店などにも卸されていた。
　

### 干拓
この長井戸沼は長らく水面を有する沼地であったが、近世に至ると沼の周囲がやや開発され、大正時代に入り本格的に干拓地として開発された。1915年（大正4年）7月、茨城県営事業として長井戸沼の干拓事業が立ち上がり、1916年（大正5年）7月に事業促進のため耕地整理組合設立の同意を猿島郡境町・長田村・八俣村・幸島村・桜井村・岡郷村・静村の関係地権者などに求め、茨城県知事に申請書を提出する。同年の1916年（大正5年）11月に干拓事業は着工し、1924年（大正13年）8月に竣工する。
事業後、約460ha（約463町8反3畝10歩）の干拓地が生じ、既存の農地も含めると約866.281ha（約873町5反）の事業面積となった。1924年（大正13年）、干拓され生じた水田などを組合が売却し、組合員一戸当たりの水田保有面積は平均77a（約7反7畝20歩）となった。こうして長井戸沼は水田地帯となり、この後も土地改良がなされていたが、1961年（昭和36年）および1966年（昭和41年）に水害に遭い、水害への対策が講じられるようになる。翌年1967年（昭和42年）5月には排水機場が整備され、現在に至っている。

## 所在地
- 茨城県猿島郡境町[3]